# Вильчек, Георгина фон
Княгиня Георгина фон Вильчек (нем. Georgina von Wilczek, называемая в народе Джина, 24 октября 1921 — 18 октября 1989) — жена князя Лихтенштейна Франца Иосифа II, мать правящего князя Ханса-Адама II.
Джина родилась в семье графа Фердинанда фон Вильчека и его супруги графини Норбертины Кински Вхинитц и Теттау в австрийском городе Грац. Через два года после своего рождения, у неё умерла мать, при рождении второго ребёнка. Второй ребёнок умер сразу после родов. Начальное образование получила в гимназии Сакре-Кёр и школе-интернате, в Риме. После этого, она изучала языки в Венском университете и получила диплом переводчика английского, французского и итальянского языков.
После окончания Второй мировой войны, она помогала беженцам, готовя суп и купая детей в Шанвальде. 22 июня 1945 года по её инициативе был основан Красный Крест Лихтенштейна, президентом которого она была с 1945 по 1985 год, а в 1985 году стала почетным президентом. В 1948 году была основана организация по защите семьи Красного Креста Лихтенштейна. В 1956 году она открыла в городе Тризен первый детский дом Красного Креста, а в 1972 году была создана спасательная служба Красного Креста.
Она также была президентом Verband Liechtensteinischer Familienhilfen, с 1966 по 1977 год. В 1989 году она стала почетным президентом Международного совета службы помощи на дому. С 1967 по 1983 год она стала президентом Ассоциации лечебного образования в Лихтенштейне. Под её руководством в 1969 и 1975 годах были созданы школа для детей-инвалидов и защитная мастерская соответственно. В 1971 году она также основала Фонд пенсионеров Лихтенштейна, где стала президентом попечительского совета.
В 1966 году по инициативе княгини Георгины при поддержке Ассоциации фермеров Лихтенштейна была основана Ассоциация женщин-фермеров Лихтенштейна, и она была назначена почетным президентом. Она была покровительницей движения Girl Guides Лихтенштейна и часто посещала их мероприятия.
Помимо своей многочисленной благотворительной и общественной деятельности, Георгина также занималась рядом политических вопросов, включая введение избирательного права для женщин в Лихтенштейне. В 1987 году принцесса была награждена медалью Анри Дюнана Международным комитетом Красного Креста. Княгиня была очень популярна в народе, за благотворительную деятельность.
В её честь была названа организация Fürst Franz und Fürstin Gina Pfadfinder.
Последние годы боролась с раком. Она умерла в больнице швейцарского города Грабс не дожив менее недели до своего 68 дня рождения, 18 октября 1989 года. Её муж умер 13 ноября того же года.

## Брак и дети
7 марта 1943 года в Вадуце состоялась её свадьба с князем Лихтенштейна Францем Иосифом II, и впоследствии Георгина фон Вильчек стала матерью его пятерых детей:
- Ханс-Адам II (род. 14 февраля 1945)
- Филипп Лихтенштейнский (род. 19 августа 1946), женат на Изабель де л’Арбра де Маландер (род. 1949), трое сыновей:
  - Александр Лихтенштейнский (19 мая 1972 года, Базель). Гражданский брак в Вадуце 24 января 2003 года и религиозный брак в Зальцбурге 8 февраля 2003 года на мисс Астрид Барбара Коль (13 сентября 1968, Регенсбург), дочери Теодора Коля и его жены Ингрид Шлехта. В браке родилась одна дочь:
    - Теодора Александра Изабелла Антония Нора Мари из Лихтенштейна (род. 20 ноября 2004 г., Шен-Бужери, Женева, Швейцария), основательница проекта дикой природы Green Teen Team.

  - Венцеслав Лихтенштейнский (род. 12 мая 1974, Уккел). С 2003 по 2006 год он встречался с моделью Адрианой Лимой.
  - Рудольф Фердинанд Лихтенштейнский (род. 7 сентября 1975, Уккел). Женился в Стамбуле 20 апреля 2012 года на мисс Тылсым Танберк, дочери Ольгуна Танберка и его жены Мелек Кампулат.
    - Аля Нур Фэй (29 сентября 2014 — 13 декабря 2015)
    - Летиция (род. 21 июля 2016).
    - Карл Людвиг (род. 21 июля 2016). Близнец принцессы Летиции.
- Николаус Лихтенштейнский (род. 24 октября 1947), женат на Маргарите Люксембургской:
  - Леопольд Лихтенштейнский (20 мая 1984 Брюссель — 20 мая 1984, Брюссель).
  - Мария-Анунциата Лихтенштейнская (род. 12 мая 1985, Уккел). 4 сентября 2021 года принцесса была обвенчана с предпринимателем Эмануэлем Мусини. На невесте было платье от Валентино[5].
  - Мария-Астрид Лихтенштейнская (род. 26 июня 1987, Уккел).
  - Йозеф-Эмануэль Лихтенштейнский (род. 7 мая 1989, Уккел).
- Нора Лихтенштейнская (род. 31 октября 1950), вдова дона Винсента Сарториуса и Кабеса де Вака, 4-й маркиза де Марино (1931—2002), одна дочь:
  - Мария Тереза Сарториус и де Лихтенштейн (род. 21 ноября 1992)
- Франц Иосиф Венцеслав (19 ноября 1962 — 28 февраля 1991), умер в возрасте 28 лет, женат не был, детей не было.